# Tara Geraghty-Moats
Tara Geraghty-Moats (* 12. April 1993 in West Fairlee, Vermont) ist eine US-amerikanische Wintersportlerin, die als Skispringerin und Nordische Kombiniererin aktiv war und seit 2022 wieder Biathletin ist. Sie war die Siegerin des historisch ersten Weltcup-Wettbewerbs in der Nordischen Kombination der Frauen.

## Werdegang

### Skispringen

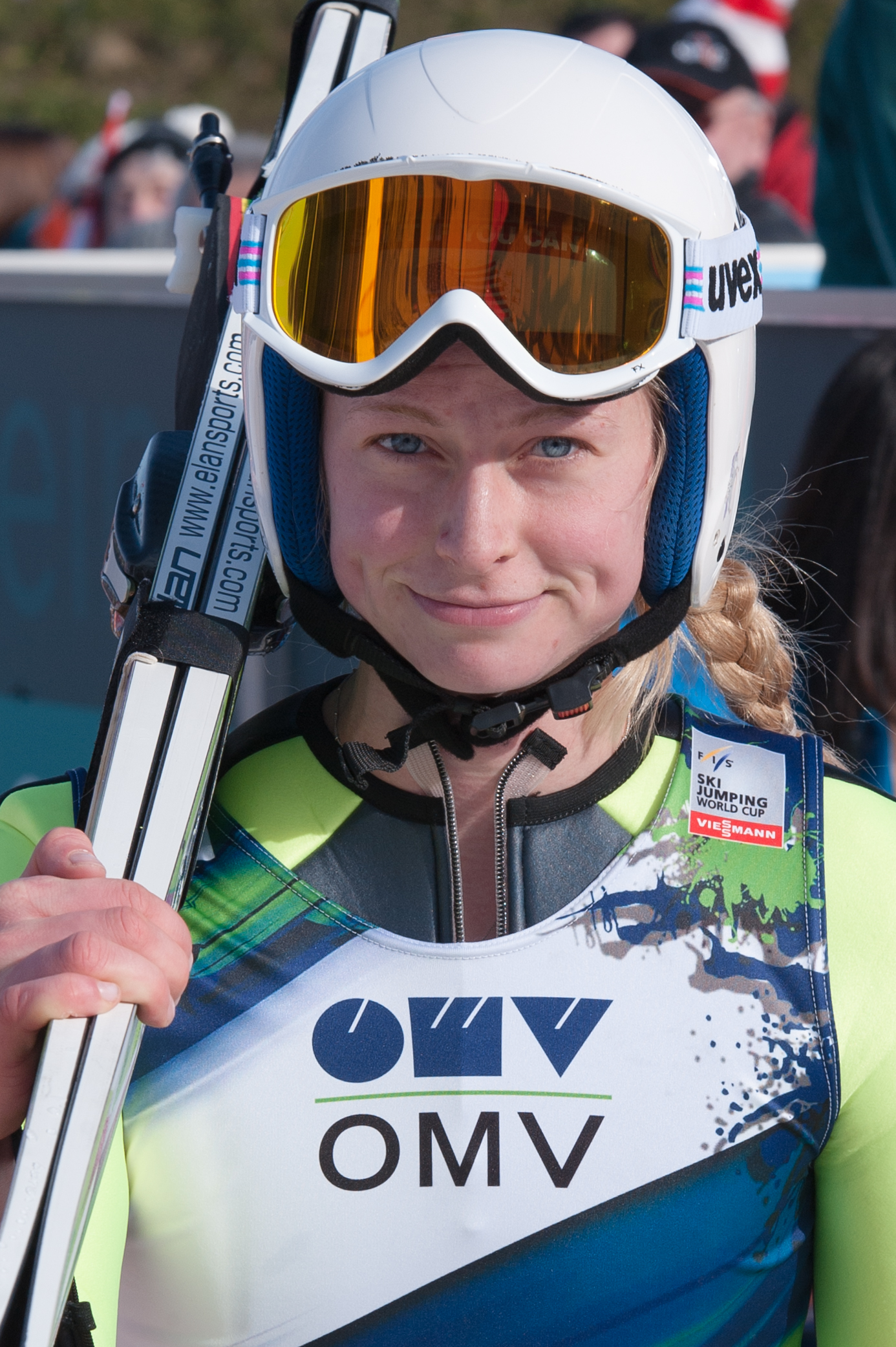
Geraghty-Moats 2015 beim Weltcup in Hinzenbach

Geraghty-Moats begann bereits im Jugendalter mit dem Skispringen sowie der Nordischen Kombination. Im Alter von 12 Jahren im Oktober 2005 wurde sie erstmals für den Skisprung-Continental-Cup nominiert, trat aber in Lake Placid nicht an. Zwei Jahre später im August 2007 ging sie dann an den Start und erreichte auf Anhieb mit Rang 18 die Punkteränge. Auch einen Tag später im zweiten Springen war sie erfolgreich. Es dauerte jedoch ein weiteres Jahr, bis sie erneut bei internationalen Wettbewerben antrat. Im Dezember 2008 startete sie in Park City und erreichte zweimal Rang 27, womit sie am Ende der Saison den 75. Platz der Gesamtwertung erreichte. Dies waren für längere Zeit ihre letzten internationalen Auftritte als Spezialspringerin.
Bei den US-Meisterschaften im Skispringen 2014 wurde sie 5. von der Normalschanze. Bei den US-Meisterschaften 2015 erreichte sie von der Normalschanze den 4. Platz und von der Großschanze den 2. Platz.
Ihr bisher bestes Ergebnis im Skisprung-Weltcup der Damen erreichte sie am 8. Februar 2015 auf der Trambulina Valea Cărbunării Normalschanze im rumänischen Râșnov mit dem neunten Rang. Anschließend belegte sie bei den Weltmeisterschaften 2015 im schwedischen Falun den 18. Platz. 2015/16 wurde sie in der Weltcup-Gesamtwertung 28., was bisher ihre beste Gesamt-Platzierung im Skispringen ist.
Bei den US-Meisterschaften 2016 wurde Geraghty-Moats Meisterin von der Normalschanze des MacKenzie Intervale Ski Jumping Complex in Lake Placid. Zwei Jahre später konnte sie bei den US-Meisterschaften 2018 in Park City sowohl von der Großschanze als auch von der Normalschanze den zweiten Rang hinter Nita Englund belegen.
Bei den Nordischen Skiweltmeisterschaften 2019 in Seefeld belegte Geraghty-Moats gemeinsam mit Logan Sankey, Nina Lussi und Nita Englund den zehnten Platz beim erstmals ausgetragenen Teamwettbewerb der Damen. Zum Saisonende gab Geraghty-Moats bekannt, dass sie sich von nun an auf die Nordische Kombination konzentrieren werde, weshalb sie nicht mehr im Skisprung-Kader für die Saison 2019/20 steht. Entgegen gegenläufiger Behauptungen ging sie zu Beginn des Weltcups 2019/20 in Lillehammer an den Start, wo sie nach einem Sturz in der Qualifikation jedoch keine Wettkampfsprünge absolvierte. Aufgrund einer geringen Wettkampfzahl in ihrer Hauptdisziplin startete sie Mitte Februar 2020 in Villach im FIS Cup, wo sie die Punkteränge erreichte.

### Nordische Kombination

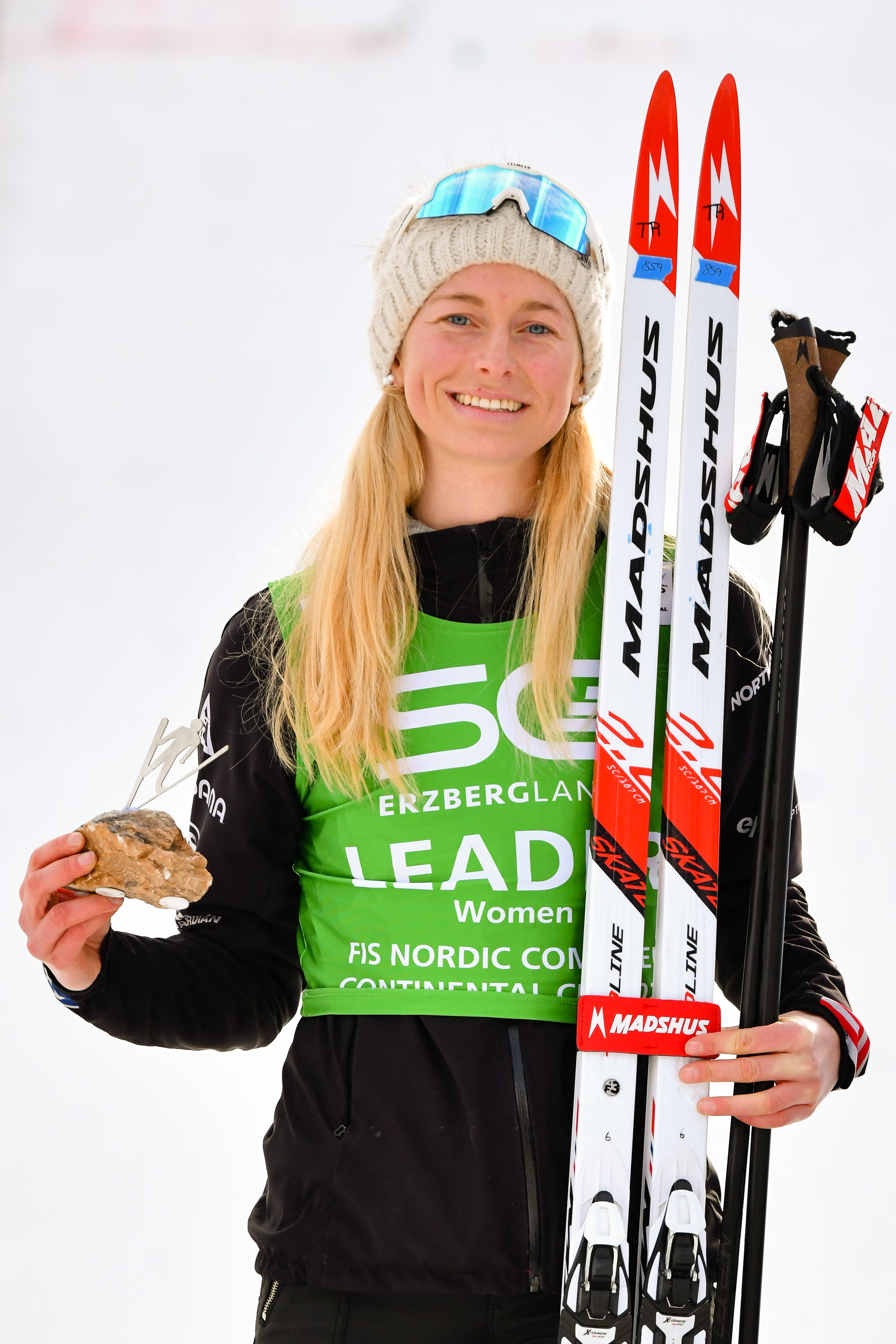
Geraghty-Moats 2020 beim Continental Cup in Eisenerz

Am 13. Oktober 2014 wurde Geraghty-Moats die erste US-amerikanische Meisterin in der Nordischen Kombination. Sie war neben Gabby Armstrong nur eine von zwei Athletinnen.
Beim Grand Prix am 18. August 2018 in Oberwiesenthal startete Geraghty-Moats erstmals bei einem FIS-Wettbewerb in der Nordischen Kombination. Sie erreichte mit dem zweiten Platz hinter der Russin Stefanija Nadymowa direkt das Podium. Einen Tag später konnte sie vor der Russin den zweiten Wettkampf gewinnen, womit sie gemeinsam mit Nadymowa die Gesamtwertung des Grand Prix gewinnen konnte.
Zu Beginn der zweiten Austragung des Continental Cups der Damen in der Nordischen Kombination trat Geraghty-Moats am 14. Dezember 2018 erstmals in dieser Wettkampfserie an. Dabei gewann sie direkt den ersten Wettbewerb der neuen Saison 2018/19 im heimischen Steamboat Springs. Auch die restlichen Wettkämpfe konnte sie mit einer Ausnahme dominieren. Mit letztlich zehn Siegen bei elf Wettkämpfen gewann Geraghty-Moats mit deutlichem Vorsprung die Gesamtwertung des Continental Cups.
Im Sommer 2019 gewann Geraghty-Moats drei der vier Wettbewerbe des Grand Prix 2019. Beim letzten Wettbewerb wurde sie disqualifiziert, sodass sie sich schließlich nur auf dem zweiten Platz in der Gesamtwertung wiederfand. Zu Beginn des Continental Cups führte sie das Feld weiterhin an und gewann am Auftaktwochenende in Park City alle drei Wettbewerbe. Bei den Olympischen Jugend-Winterspielen 2020 in Lausanne unterstützte Geraghty-Moats als Vorbild und Symbolfigur die teilnehmenden Nordischen Kombiniererinnen. Dort zog sie sich eine Erkältung zu, die sie an einem Start beim zweiten Wettkampfwochenende in Rena hinderte. Bei ihrer Rückkehr in Eisenerz musste sie sich erstmals bei einem Continental-Cup-Rennen geschlagen und sich mit dem zweiten Platz hinter Anju Nakamura zufriedengeben. Mit insgesamt fünf Saisonsiegen verteidigte Geraghty-Moats schließlich den Gesamtsieg.
Im April 2021 gab Geraghty-Moats eine Unterbrechung ihrer Karriere als Nordische Kombiniererin bekannt, hielt sich aber eine Rückkehr im Falle der Aufnahme der Disziplin in das Programm der Olympischen Winterspiele 2026 offen.

### Biathlon
2010 wechselte Geraghty-Moats im Rahmen eines Schüleraustauschs in Schweden zum Biathlon und war dort Schülerin des Biathlon-Gymnasiums Sollefteå. Bei den Juniorenweltmeisterschaften 2011 in Nové Město na Moravě gab sie ihr internationales Debüt und erreichte nach jeweils vielen Schießfehlern Rang 66 im Einzel, Rang 58 im Sprint, Rang 57 in der Verfolgung und mit der Staffel Rang 13. Ein Jahr später in Kontiolahti konnte sie sich mit den Plätzen 44, 18 und 52 deutlich verbessern, für einen Startplatz im Weltcup wurde sie jedoch nicht nominiert. Bei den Juniorenweltmeisterschaften 2013 in Obertilliach erreichte Geraghty-Moats im Einzel und im Sprint den 62. Platz. Als US-Amerikanerin, die mit den Schweden trainiert, startete sie zudem bei den offenen Wettbewerben der Junioreneuropameisterschaften in Bansko. Dabei wurde sie 40. im Einzel und 37. im Sprint, in der Verfolgung wurde sie überrundet. Mit der Staffel erreichte sie den zehnten Rang.
Ihren einzigen größeren Erfolg im Biathlon erreichte sie 2013, als sie Schwedische Juniorenmeisterin wurde. Nach der Saison 2013/14 trat sie im Biathlon bei internationalen Wettbewerben nicht mehr an.
Im April 2021 gab Geraghty-Moats bekannt, zum Biathlon zurückzukehren. Ihre ersten Rennen als erneute Biathletin lief sie bei den Sommerbiathlon-Weltmeisterschaften 2021. Zu Beginn des Kalenderjahrs 2022 war die US-Amerikanerin erstmals seit fast 10 Jahren wieder in Rennen des IBU-Cups zu sehen. Auch für die Europameisterschaften wurde sie nominiert, verfehlte aber die Punkteränge in Sprint und Einzel klar. Am 30. November 2022 gab Geraghty-Moats im finnischen Kontiolahti ihr Weltcupdebüt und belegte dabei im Einzelrennen den 87. Platz. Im Februar 2023 nahm sie an den Weltmeisterschaften in Oberhof teil, womit sie in drei verschiedenen Sportarten an Weltmeisterschaften teilnahm.

## Erfolge

### Nordische Kombination

#### Weltcup-Siege im Einzel
| Nr. | Datum             | Ort    | Disziplin               |
| --- | ----------------- | ------ | ----------------------- |
| 1.  | 18. Dezember 2020 | Ramsau | Gundersen Normalschanze |

#### Grand-Prix-Siege im Einzel
| Nr. | Datum           | Ort            | Disziplin               |
| --- | --------------- | -------------- | ----------------------- |
| 1.  | 19. August 2018 | Oberwiesenthal | Gundersen Normalschanze |
| 2.  | 25. August 2019 | Oberwiesenthal | Gundersen Normalschanze |
| 3.  | 28. August 2019 | Klingenthal    | Gundersen Mittelschanze |
| 4.  | 31. August 2019 | Oberhof        | Gundersen Normalschanze |

#### Continental-Cup-Siege im Einzel
| Nr. | Datum             | Ort               | Disziplin                 |
| --- | ----------------- | ----------------- | ------------------------- |
| 01. | 14. Dezember 2018 | Steamboat Springs | Gundersen Mittelschanze   |
| 02. | 15. Dezember 2018 | Steamboat Springs | Gundersen Mittelschanze   |
| 03. | 19. Dezember 2018 | Park City         | Gundersen Normalschanze   |
| 04. | 5. Januar 2019    | Otepää            | Gundersen Normalschanze   |
| 05. | 6. Januar 2019    | Otepää            | Gundersen Normalschanze   |
| 06. | 16. Februar 2019  | Rena              | Gundersen Normalschanze   |
| 07. | 17. Februar 2019  | Rena              | Gundersen Normalschanze   |
| 08. | 8. März 2019      | Nischni Tagil     | Gundersen Normalschanze   |
| 09. | 9. März 2019      | Nischni Tagil     | Massenstart Normalschanze |
| 10. | 10. März 2019     | Nischni Tagil     | Gundersen Normalschanze   |
| 11. | 13. Dezember 2019 | Park City         | Gundersen Normalschanze   |
| 12. | 14. Dezember 2019 | Park City         | Massenstart Normalschanze |
| 13. | 15. Dezember 2019 | Park City         | Gundersen Normalschanze   |
| 14. | 11. März 2020     | Nischni Tagil     | Gundersen Normalschanze   |
| 15. | 12. März 2020     | Nischni Tagil     | Gundersen Normalschanze   |
| 16. | 12. März 2021     | Nischni Tagil     | Gundersen Normalschanze   |
| 17. | 13. März 2021     | Nischni Tagil     | Massenstart Normalschanze |
| 18. | 14. März 2021     | Nischni Tagil     | Gundersen Normalschanze   |

## Statistiken

### Skispringen

#### Weltcup-Platzierungen
| Saison  | Platz | Punkte |
| ------- | ----- | ------ |
| 2014/15 | 30.   | 0073   |
| 2015/16 | 28.   | 0092   |
| 2016/17 | 40.   | 0052   |

#### Grand-Prix-Platzierungen
| Saison | Platz | Punkte |
| ------ | ----- | ------ |
| 2017   | 19.   | 0036   |
| 2018   | 40.   | 0011   |

#### Continental-Cup-Platzierungen
| Saison  | Platz | Punkte |
| ------- | ----- | ------ |
| 2007/08 | 54.   | 0021   |
| 2008/09 | 75.   | 0008   |
| 2013/14 | 16.   | 0048   |
| 2014/15 | 22.   | 0075   |

### Nordische Kombination

#### Weltcup-Platzierungen
| Saison  | Platz | Punkte |
| ------- | ----- | ------ |
| 2020/21 | 001.  | 0100   |

#### Grand-Prix-Platzierungen
| Saison | Platz | Punkte |
| ------ | ----- | ------ |
| 2018   | 001.  | 0180   |
| 2019   | 002.  | 0300   |

#### Continental-Cup-Platzierungen
| Saison  | Platz | Punkte |
| ------- | ----- | ------ |
| 2018/19 | 001.  | 1000   |
| 2019/20 | 001.  | 0660   |
| 2020/21 | 002.  | 0300   |

### Biathlon

#### Weltcupplatzierungen
Die Tabelle zeigt alle Platzierungen (je nach Austragungsjahr einschließlich Olympische Spiele und Weltmeisterschaften).
- 1.–3. Platz: Anzahl der Podiumsplatzierungen
- Top 10: Anzahl der Platzierungen unter den ersten zehn (einschließlich Podium)
- Punkteränge: Anzahl der Platzierungen innerhalb der Punkteränge (einschließlich Podium und Top 10)
- Starts: Anzahl gelaufener Rennen in der jeweiligen Disziplin
- Staffel: inklusive Mixed- und Single-Mixed-Staffeln

| Platzierung               | Einzel | Sprint | Verfolgung | Massenstart | Staffel | Gesamt |
| ------------------------- | ------ | ------ | ---------- | ----------- | ------- | ------ |
| 1. Platz                  |        |        |            |             |         |        |
| 2. Platz                  |        |        |            |             |         |        |
| 3. Platz                  |        |        |            |             |         |        |
| Top 10                    |        |        |            |             |         |        |
| Punkteränge               |        |        |            |             |         |        |
| Starts                    | 1      | 4      |            |             |         | 5      |
| Stand: Saisonende 2022/23 |        |        |            |             |         |        |

#### Weltmeisterschaften
| Weltmeisterschaften | Weltmeisterschaften | Einzelwettbewerbe | Einzelwettbewerbe | Einzelwettbewerbe | Einzelwettbewerbe | Staffelwettbewerbe | Staffelwettbewerbe | Staffelwettbewerbe |
| Jahr                | Ort                 | Einzel            | Sprint            | Verfolgung        | Massenstart       | Damenstaffel       | Mixedstaffel       | S.-M.-Staffel      |
| ------------------- | ------------------- | ----------------- | ----------------- | ----------------- | ----------------- | ------------------ | ------------------ | ------------------ |
| 2023                | Oberhof             | –                 | 86.               | –                 | –                 | –                  | –                  | –                  |

#### Juniorenweltmeisterschaften
| Weltmeisterschaften | Weltmeisterschaften | Einzel | Sprint | Verfolgung | Staffel |
| Jahr                | Ort                 | Einzel | Sprint | Verfolgung | Staffel |
| ------------------- | ------------------- | ------ | ------ | ---------- | ------- |
| 2011                | Nové Město          | 66.    | 58.    | 57.        | 13.     |
| 2012                | Kontiolahti         | 44.    | 18.    | 52.        | 13.     |
| 2013                | Obertilliach        | 62.    | 62.    | –          | –       |
| 2014                | Presque Isle        | 44.    | 42.    | 41.        | 11.     |